# Toxeus maxillosus
Toxeus maxillosus es una especie de araña saltarina del género Toxeus, familia Salticidae. Fue descrita científicamente por C. L. Koch en 1846.
Habita en el sudeste de Asia hasta Filipinas e Indonesia (Célebes y Lombok).